# ميكويان ميج-35
ميكويان ميج 35 (روسي: Микоян МиГ-35) (لقب الناتو: فلكروم إف Fulcrum F) هي طائرة مقاتلة متعددة المهام وتعد النسخة المطورة من الميج-29 إم والميج-29 كيه، وقد تم تصميم الميج-35 في مكتب ميكويان في روسيا الاتحادية، تعد الميج-35 من الجيل 4.5 في المقاتلات، تصنف الميج-35 الآن على أنها مقاتلة متوسطة الوزن وذلك لأن الوزن الأقصى عند الإقلاع الخاص بها قد زاد بنسبة 30% عن وزنها السابق مما أخرجها من تصنيف الطائرة الخفيفة.
كشف الستار عن الميج-35 لأول مرة عندما زار وزير الدفاع الروسي «سيرجي إيفانوف» مصنع مابو-ميج. أتاحت إلكترونيات الطيران المحدثة بشكل كبير، والرادار العامل بتقنية صفيف المسح الإلكتروني النشط ونظام التحديد البصري الفريد من نوعه، كل هذا خلص الطائرة من الاعتماد على التوجيه الأرضي وجعلها مقاتلة متعددة المهام.
سوقت الطائرة تحت اسم ميج-35 (بمقعد واحد) وميج-35 D (بمقعدين) للتصدير. ظهرت الطائرة لأول مرة في معرض الهند الجوي عام 2007.

## التطوير والبيع

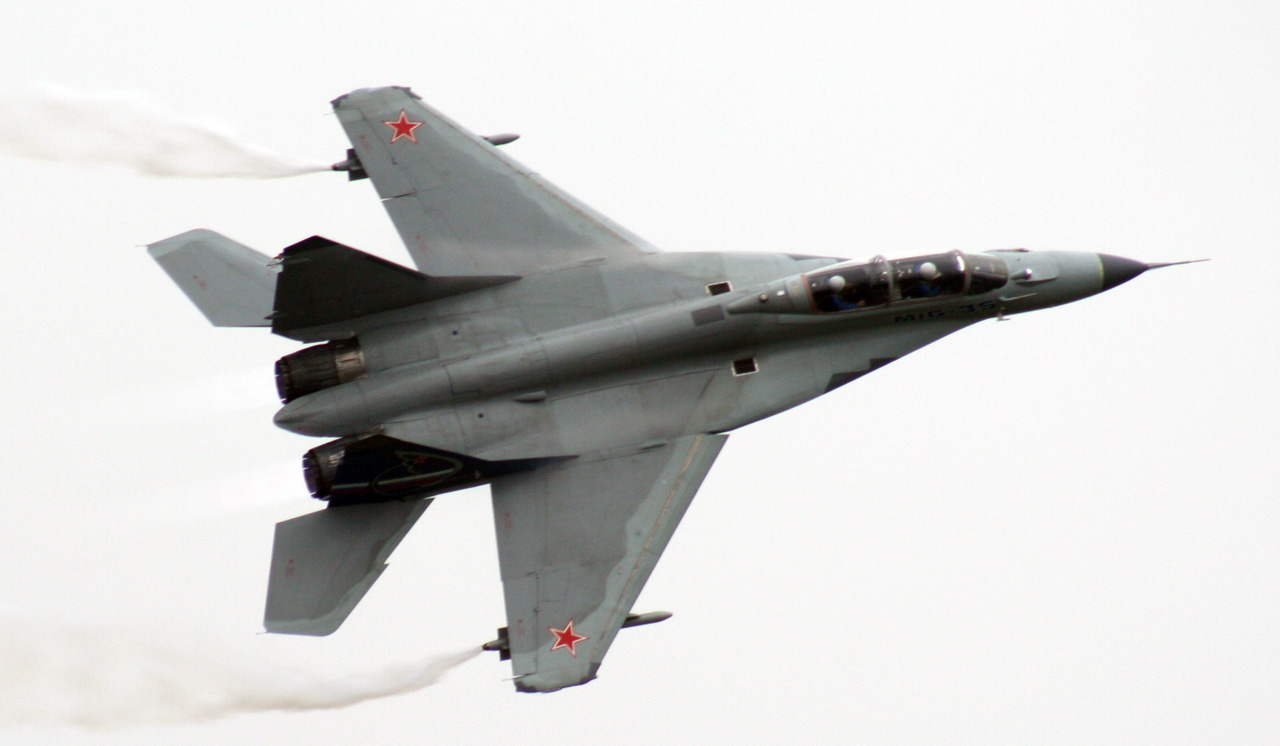
ميكويان ميج 35 (روسي: Микоян МиГ-35) (لقب الناتو: فلكروم إف Fulcrum F) هي طائرة مقاتلة متعددة المهام وتعد النسخة المطورة من الميج-29 إم والميج-29 كيه

يواصل العاملون بمكتب تصميم الطائرات الذي يحمل اسم مصمم الطائرات الروسي ميكويان، العمل لتطوير أحدث طائرة مقاتلة من طراز «ميغ». وقال سيرغي كوروتكوف، رئيس شركة «ميغ»، في تصريح صحفي، في 19 فبراير/ شباط 2015، إن عملية تطوير طائرة «ميغ-35» تتضمن تجهيزها بـ«إلكترونيات الجيل الخامس». وأضاف رئيس إحدى الشركات الروسية الرئيسية للطائرات أنه ينتظر تعاقد وزارة الدفاع الروسية والجهات الأجنبية على شراء طائرات «ميغ-35». وكان رئيس شركة «ميغ» قد قال للصحفيين في وقت سابق، إن المباحثات الجارية بين شركته ووزارة الدفاع بشأن تزويد القوات الجوية الروسية بمقاتلات «ميغ-35» حققت تقدما كبيرا، وأن وزارة الدفاع خصصت أحد بنود الطلب الدفاعي الجديد لطائرات «ميغ-35». وكانت وزارة الدفاع الروسية قد وقعت صفقة لشراء 24 طائرة مقاتلة من طراز «ميغ-29 كا»، وصفقة أخرى لشراء 16 طائرة مقاتلة من طراز «ميغ-29 أس أم تي» مع شركة «ميغ». وتنتمي طائرة «ميغ-35» إلى الجيل "4++" من الطائرات المقاتلة المتعددة المهام، وتعتبر شقيقة متطورة للمقاتلة المشهورة «ميغ-29»، جهزت بتقنية توجيه الدفع.

## مستخدمون محتملون
أعلن نائب المدير العام للشركة الروسية ايغور سيفاستيانوف، وفقا لوسائل الإعلام الروسية أن "روس أوبورون إكسبورت" تتوقع تعزيز التعاون العسكري-التقني مع المملكة العربية السعودية والإمارات ومصر والعراق من خلال "آيدكس 2015". وقال سيفاستيانوف إنه "في السنوات الأخيرة تمكنت الشركة الروسية من تعزيز مكانتها في المنطقة، كما استأنفت اتصالاتها مع الشركاء التقليديين في العراق ومصر، وقد أعلن رئيس لجنة الأمن والدفاع النيابية العراقية (حاكم الزاملي) عن تفعيل عقد مع روسيا بقيمة 7 مليارات دولار ومن ضمنها طائرات من طراز "ميغ 35".
وهناك اهتمام أيضا بتنشيط التعاون مع المملكة العربية السعودية، والإمارات العربية المتحدة وقطر، ونأمل أن يعطي المعرض دفعة جديدة لهذا التعاون". في سياق آخر أكد سيرغي كوروتكوف، رئيس شركة "ميغ" الروسية لصناعة الطائرات الحربية المقاتلة أن الشركة مستعدة لإمداد مصر بمقاتلات من طراز "ميغ 35" إذا كانت لديها الرغبة في ذلك. وأضاف رئيس الشركة الروسية لوكالة "نوفوستى" الروسية للأنباء قائلا: "سنكون سعداء بالتعاون مع مصر إذا ما قررت التعاون معنا في هذا الصدد".

### العراق
عقد العراق صفقات عسكرية مع الجانب الروسي أثناء زياره الرئيس الوزراء العراقي حيدر العبادي الي موسكو.ومن ضمن هذه الصفقات الميج 35 وتم تفعيل عقد قيمته 7 مليارات دولار لشراء 50 طائرة ميغ-35
القوات الجوية المصرية دخلت في حيز التفاوض الجاد على هذه المقاتلة وأعلن المدير العام لشركة «ميكويان جيوروفيتش MiG» السيد «سيرجي كوروتكوف» انه سيتجه للقاهرة على رأس وفد من الشركة في شهر أكتوبر 2014 لاستكمال المباحثات التقنية حول تزويد مصر بهذه المقاتلة المتطورة أملا في إبرام العقد النهائي في القريب العاجل. وفي 20 فبراير 2015 أكد سيرغي كوروتكوف، رئيس شركة «ميغ» الروسية لصناعة الطائرات الحربية المقاتلة أن الشركة مستعدة لإمداد مصر بمقاتلات من طراز «ميغ 35» إذا كانت لديها الرغبة في ذلك. وأضاف رئيس الشركة الروسية لوكالة «نوفوستى» الروسية للأنباء قائلا: «سنكون سعداء بالتعاون مع مصر إذا ما قررت التعاون معنا في هذا الصدد»

## مواصفات فنية تكتيكية

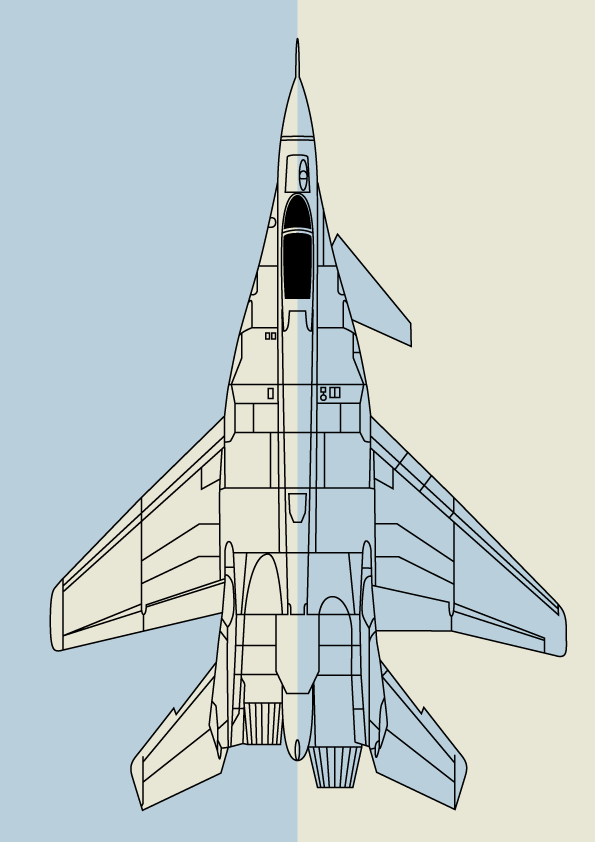

### الصفات العامة
- الطاقم: 1 أو 2.
- الطول: 17.32 م.
- المسافة بين الجناحين: 12 م.
- الارتفاع: 4.73 متر.
- الوزن فارغة: 11,000 كجم.
- الوزن محملة: 17,500 كجم.
- أقصى وزن: 29,700 كجم.
- محرك الطائرة: محركين نفاثين اثنين من النوع التربيني المروحي مزود بحارق خلفي: كليموف أر.دي-33.
 * قوة الدفع جاف: 53.0 كيلو نيوتن لكل محرك.
 * قوة الدفع بالحارق الخلفي: 88.3 كيلو نيوتن لكل محرك.

### الأداء
- السرعة القصوى:
 * عند الارتفاع: 2.2 ماخ.
 * عند مستوى البحر: 1.17 ماخ
- المدى: 2000 كيلومتر.
- أقصى ارتفاع: 18,900 متر.
- معدل الصعود: 330 متر/ثانية.
- النسبة دفع-وزن: 1:1.03
- الأسلحة المستخدمة في الطائرة هي الصواريخ الموجهة «جو – جو» و«جو- سطح» المتوسطة والقريبة المدى والمدفع عيار 30 مم.